# Pachnobia glaucina
Pachnobia glaucina är en fjärilsart som beskrevs av Lafontaine och Mikkola 1996. Pachnobia glaucina ingår i släktet Pachnobia och familjen nattflyn. Inga underarter finns listade i Catalogue of Life.